# Yonggung-myeon
Yonggung-myeon (koreanska: 용궁면) är en socken i kommunen Yecheon-gun i  provinsen Norra Gyeongsang i den centrala delen av Sydkorea, 160 km sydost om huvudstaden Seoul.